# The Little Wild Girl
The Little Wild Girl est un film américain réalisé par Frank S. Mattison et sorti en 1928.

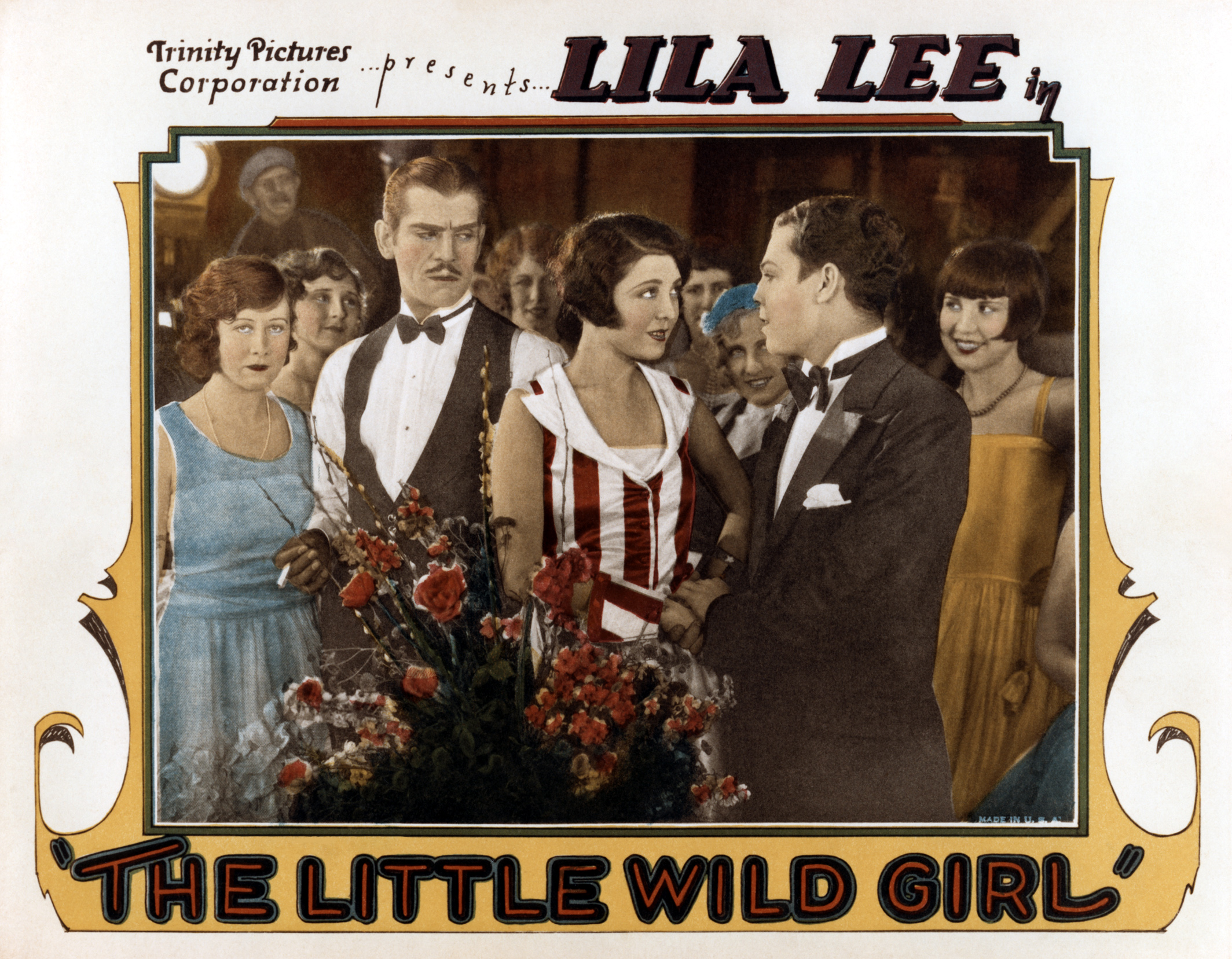
Carte promotionnelle du film.

Une copie du film est conservée à la Bibliothèque du Congrès.

## Fiche technique
- Réalisation : Frank S. Mattison
- Scénario : Cecil Burtis Hill, Putnam Hoover, Gordon Kalem
- Production : Hercules Film Productions[2]
- Photographie : Jules Cronjager
- Montage : Minnie Steppler
- Distributeur : Trinity Pictures
- Genre : Mélodrame[3]
- Durée : 67 minutes
- Date de sortie :
  - États-Unis : octobre 1928

## Distribution
- Lila Lee : Marie Cleste
- Cullen Landis : Jules Barbier
- Frank Merrill : Tavish McBride
- Sheldon Lewis : Wanakee
- Boris Karloff : Maurice Kent
- Jimmy Aubrey : Posty McKnuffle
- Bud Shaw : Oliver Hampton
- Arthur Hotaling : Duncan Cleste